# Leggenda di Colapesce
La leggenda di Colapesce è una leggenda siciliana, tramandata in molte varianti, le cui origini risalgono al XII secolo.

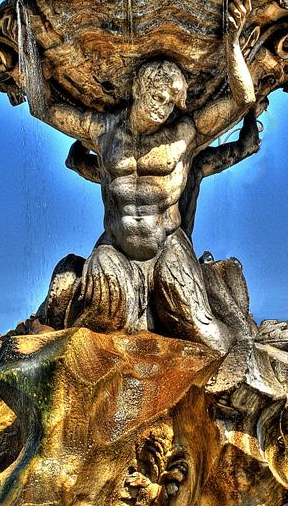
Scultura di essere acquatico.

## Le prime attestazioni letterarie
Le prime attestazioni della leggenda sono nel XII secolo, quando il poeta franco provenzale Raimon Jordan, canta di un "Nichola de Bar" che viveva come un pesce.
Tra il XII e il XIII secolo, il canonico inglese Walter Map riferisce di "Nicolaus", soprannominato "Pipe", che viveva nel mare riuscendo a restarci senza respirare. Andava alla ricerca di cose preziose nei fondali. Quando il re Guglielmo II di Sicilia volle conoscerlo, attirato fuori dal mare, morì tra le braccia di chi lo voleva portare dal re.
Un altro monaco inglese dell'epoca, Gervasio di Tilbury, riferisce di "Nicolaus", soprannominato "Papa", un abile marinaio, pugliese di nascita, che il re di Sicilia Ruggero II costrinse a scendere nel mare del Faro per esplorare gli abissi. Sotto le acque il nuotatore scoprì monti, valli, boschi, campi ed alberi ghiandiferi. Ai naviganti di passaggio, "Nicolaus" chiese dell'olio per poter osservare meglio il fondo marino.
Un altro frate, Salimbene de Adam da Parma, nel XIII secolo narrava la leggenda del re di Sicilia Federico II di Svevia che ordinava a Nicola, nuotatore messinese, di riportargli una coppa d'oro che scagliava sempre più in profondità finché Nicola scomparve negli abissi. In questa versione compare per la prima volta il personaggio della madre di Nicola che maledice il figlio.
Miguel de Cervantes lo cita nel secondo libro del “Don Chisciotte della Mancia” (cap. XVIII) ”….dico anche che deve saper nuotare come raccontano che nuotasse il Pesce-Cola;”(Oscar Mondadori).

## La versione siciliana

Triscele corrispondente ai tre angoli della Sicilia, su cui poggerebbero le tre colonne della leggenda.

Nella sua versione più conosciuta, quella messinese, si narra di un certo Nicola (Cola di Messina), figlio di un pescatore, soprannominato Colapesce per la sua abilità nel muoversi in acqua; di ritorno dalle sue numerose immersioni in mare si soffermava a raccontare le meraviglie viste e, talvolta, riportava tesori.
La sua fama arrivò al re di Sicilia e imperatore germanico Federico II di Svevia che decise di metterlo alla prova: il re e la sua corte si recarono pertanto al largo a bordo di un'imbarcazione e buttarono in acqua una coppa che venne subito recuperata da Colapesce. Il re gettò allora la sua corona in un luogo più profondo ed il pescatore riuscì nuovamente nell'impresa. La terza volta il re mise alla prova Cola gettando un anello in un posto ancora più profondo ed in quell'occasione Colapesce non riemerse più. Lì il ragazzo vide 3 colonne: Capo Peloro (Messina), Capo Passero (Siracusa) e Capo Lilibeo (Marsala). La leggenda è stata trascritta e rielaborata da Italo Calvino.
Secondo la leggenda più diffusa, scendendo ancora più in profondità Colapesce vide che la Sicilia posava su 3 colonne delle quali una piena di vistose crepe e segnata dal tempo, secondo un'altra versione essa era consumata dal fuoco dell'Etna, ma in entrambe le storie decise di restare sott'acqua, sorreggendo la colonna per evitare che l'isola sprofondasse. Ancora oggi si troverebbe quindi a reggere l'isola e ogni 100 anni riemerge per rivedere la sua amata Sicilia.
Una versione catanese della leggenda vuole che il sovrano, interessato alla conoscenza del mondo e delle curiosità fenomeniche, chiedesse a Colapesce di andare a vedere cosa vi fosse al di sotto dell'Etna e farne testimonianza. Colapesce scese e raccontò di aver visto che sotto l'Isola vi fosse il fuoco e che esso alimentava il gigantesco vulcano. Federico ne chiese una prova tangibile, così il giovane disse che avrebbe fatto giungere al suo re la prova che desiderava, ma che sarebbe morto nel fargliela pervenire. Colapesce si tuffò con un pezzo di legno per non fare più ritorno, mentre il legno - che notoriamente galleggia - tornò in superficie bruciato.

## La versione napoletana
Nella tradizione napoletana, Cola (Nicola) Pesce, o Pesce Nicolò, è un ragazzo maledetto dalla madre per le sue continue immersioni. Finisce per diventare esso stesso pesce e acquisire le squame. Cola cercava rifugio nel mare, facendosi inghiottire da grossi pesci, dal corpo dei quali poi usciva tagliandone il ventre.
La leggenda trae origine dal culto tardo pagano dei figli di Nettuno, ossia dei sommozzatori dotati di poteri magici, in grado di trattenere il respiro in apnea per poterne carpire i tesori e i segreti. Essi acquistavano tali poteri magici accoppiandosi con misteriosi esseri marini (probabilmente le foche monache) e con l'aiuto della sirena Partenope.
L'origine tardo-pagana della leggenda è sostenuta da Benedetto Croce in Storie e leggende napoletane. Era documentata dalla presenza di un bassorilievo di epoca classica rappresentante Orione, venuto alla luce durante gli scavi per le fondazioni del Sedile di Porto e murato nel settecento. Il bassorilievo rappresenta un uomo coperto da quello che sembra una pelle con un coltello in mano, l'arma usata per fuoriuscire dal ventre del pesce trasportatore.
Nel 1936 Raffaele Viviani gli dedicò una poesia.
Raffaele La Capria scrisse un racconto lungo intitolato Colapesce dedicato alla figlia Alexandra. Il racconto fu pubblicato da Mondadori nel 1974, in un'edizione per ragazzi illustrata da Fulvio Bianconi; fu pubblicato di nuovo da Colonnese nel 1998 e da Drago nel 2008.

## La versione adriatica
"Cola Pesce piangeva, laggiù, in fondo al mare siciliano. La madre l'aveva maledetto per la sua passione del nuoto e un re lo aveva costretto a scendere sempre più in profondità. Aveva per fortuna un'amica tartaruga, chiamata Carretta, gentile e benedetta, ma che comunque non riusciva a rincuorarlo. Un giorno incontrò un giovane delfino, chiamato Stenella, guizzante e biricchino. Gli parlò di un mare lontano, lontano, dove viveva ancora un popolo che mangiava un pane sottile, sottile e beveva un vino rosso, rosso". È questo un frammento di una nuova versione d'ambientazione adriatica, scritta da Fabio Fiori, illustrata da Gabriele Geminiani, pubblicata nel 2023. Una rivisitazione contemporanea ed ecologica, dove appare anche una nuova creatura marina femminile, l'amica Burdela Turchina.

## Riferimenti nella cultura di massa
La fontana delle 99 cannelle nella città dell'Aquila pare contenere un riferimento alla leggenda. Uno dei novantanove mascheroni che la caratterizzano rappresenta, infatti, un uomo con la testa di pesce, un probabile richiamo a Colapesce; tra l'altro, il mascherone è l'unico posto in angolo, posizione dalla quale "controlla" l'intero monumento.
A Catania, uno dei quattro candelabri di Piazza Università, realizzati da Mimì Maria Lazzaro e dallo scultore Domenico Tudisco, è ispirato alla versione catanese della leggenda di Colapesce.
Friedrich Schiller riprese la leggenda di Colapesce nella poesia Il tuffatore (Der Taucher, 1797).

### Musica e spettacolo
Molti cantanti e cantastorie hanno dedicato loro opere a questo personaggio. Fra questi vi sono Otello Profazio, cantante folcloristico calabrese, autore della canzone Colapesce; il gruppo vocale campano dei Baraonna, autore della canzone Cola.
Una versione in chiave moderna è presente nel cortometraggio del regista Antonello Irrera Feedback–Flusso Luminoso, del 2013.
Alla leggenda di Colapesce si ispira l'omonimo progetto musicale solista del cantautore siciliano Lorenzo Urciullo.
La leggenda ha ispirato il soggetto del film d'animazione Disney Pixar Luca (2021), ambientato nella riviera ligure.